# Bazyli (Essey)
Bazyli, imię świeckie William Essey (ur. 26 listopada 1948 w Monessen) – duchowny prawosławnego Patriarchatu Antiocheńskiego, od 2004 biskup Wichity i Środkowych Stanów Zjednoczonych.

## Życiorys
30 września 1979 został wyświęcony na diakona. Święcenia kapłańskie przyjął 27 stycznia 1980. Chirotonię biskupią otrzymał 31 maja 1992.